# Tapirus californicus
Tapirus californicus je vyhynulý druh tapíra, který v období pleistocénu obýval Severní Ameriku. Vyhynul zhruba před 13 tisíci lety.

## Chronologie
Podobně jako další lichokopytníci i tapíři pocházející ze Severní Ameriky zde žili po většinu kenozoika. Nejstarší fosilie severoamerických tapírů mohou být datovány do období před 50 miliony lety a objeveny byly v oblasti eocenních skal na Ellesmerově ostrově v Kanadě, kde v té době panovalo mírné podnebí. Již před 13 miliony lety žili v oblasti jižní Kalifornie tapíři podobní moderním druhům.
V období pleistocénu žili v Severní Americe minimálně čtyři druhy tapírů. Vedle Tapirus californicus a Tapirus merriami, kteří žili na území Kalifornie a Arizony, to byl Tapirus veroensis, který obýval území Floridy, Georgie, Kansasu, Missouri a Tennessee a Tapirus copei, který obýval Pensylvánii a Floridu. Na konci pleistocénu zhruba před 13 tisíci lety při významném vymírání pleistocenní megafauny, všichni severoameričtí tapíři vyhynuli.

## Taxonomie
Taxonomická otázka ohledně existence několika druhů pleistocenních severoamerických tapírů zůstává neuzavřená. Podle několika autorů mohly být všechny vědci akceptované druhy ve skutečnosti druhem jediným. Jako samostatné druhy jsou uznávány Tapirus californoicus, Tapirus copei, Tapirus lundeliusi, Tapirus merriami a Tapirus veroensis. Merriam považoval druh T. californicus za poddruh T. copei. Druhy T. californicus a T. veroensis je téměř nemožné morfologicky rozlišit a žili i ve stejném časovém období. Liší se pouze obývanou oblastí. T. copei, T. veroensis a T. lundeliusi si jsou natolik blízcí, že jsou řazeny do stejného podrodu Helicotapirus. Navíc existuje pouze několik detailů, jako je velikost těla či opotřebení zubů, které rozlišují druhy T. copei a T. veroensis. Fosilie odpovídající průměrné velikosti byly často přiřazeny nejprve k jednomu druhu a později byly zařazeny ke druhu jinému.

## Popis a chování
Tapirus californicus byl pravděpodobně samotářsky žijící živočich, podobně jako moderní tapíři. Obýval především pobřežní oblasti v jižní Kalifornii, i když byl jeden exemplář nalezen i v Oregonu. Pravděpodobně preferoval zalesněné prostředí a možná obýval i pastviny v blízkosti řek a jezer.
Přestože nebyla nalezena žádná úplná kostra, dorůstal pravděpodobně délky těla 140 cm a váhy 225 kg. Podle analýzy jeho lebky došlo u tohoto druhu ke zkrácení nosní kosti, aby k nim mohly být připevněny silné svaly a vazy tvořící mohutný čenich, podobný čenichu moderních tapírů. Byl to býložravec živící se pravděpodobně křovinami, listy. vodními rostlinami, semeny a ovocem.
Mnoho fosilií T. californicus bylo objeveno v asfaltových jezírcích La Brea Tar Pits v Los Angeles, kde se zachovalo mnoho pozůstatků pleistocenní fauny.